# 南北首脳会談 (2018年5月)
2018年5月南北首脳会談とは、2018年5月26日に大韓民国（韓国）の文在寅大統領と朝鮮民主主義人民共和国（北朝鮮）の金正恩朝鮮労働党委員長が、板門店の北朝鮮側施設「統一閣」で行った南北首脳会談のこと。
同年4月27日には板門店の韓国側施設「平和の家」で3回目となる南北首脳会談が開催されており、わずか1ヶ月で再会談が行われるのは極めて異例である。また、会談終了後に韓国大統領府が発表するまで、南北首脳会談が行われたこと自体が伏せられており、全世界に生中継された前回と異なり、極秘裏に進められた。